# Ізооктан
Ізооктан (2,2,4-триметилпентан) — граничний (насичений) вуглеводень аліфатичного ряду. Хімічна формула: С(СН3)3-CH2−CH(CH3) 2. Ізомер октану.

## Властивості
Ізооктан — прозора безбарвна рідина із запахом бензина; tпл −107,38°C, tкіп 99,24°C, густина 0,69192 г/см³ (20°°C), n20D 1,39145, теплота згоряння 5,463 МДж/моль, або 1305,29 ккал/моль (25°C, p = const), теплота випаровування 307,63 дж/г, або 73,50 кал/г (25°C). Ізооктан нерозчинний у воді, розчинний у звичайних органічних розчинниках; утворює азеотропні суміші, наприклад з бензолом, метиловим і етиловим спиртами. Антидетонаційні властивості ізооктану прийняті за 100 одиниць шкали так званих октанових чисел.

## Отримання
Ізооктан разом з іншими ізомерами октана міститься в невеликих кількостях у бензинах прямої перегонки. У промисловості ізооктан отримують гідруванням диізобутилену над каталізатором, наприклад мідно-хромовим, або алкілуванням ізобутана ізобутиленом у присутності концентрованої сірчана кислота, сірчаної кислоти, хлорид алюмінію (III) AlCl 3, фторид бору BF 3 або ін. каталізаторів. Вимоги до якості описані в ГОСТ 12433-83 «Ізооктани еталонні» та ГОСТ 4095-75 «Ізооктан технічний. Технічні умови".

## Застосування
Ізооктан застосовують як добавку при виробництві бензинів, для підвищення їх антидетонаційних властивостей, а також як розчинник.